# Intelsat I
Intelsat I F-1 („Early Bird“) war der erste kommerzielle geostationäre Kommunikationssatellit und der erste der International Telecommunication Satellite (Intelsat).
Intelsat I wurde für die Communications Satellite Corporation (COMSAT) durch die Space and Communications Group der Hughes Aircraft Company, später Hughes Space and Communications Company und heute Teil Boeing Satellite Systems auf Basis der Syncom-Satelliten der NASA gebaut und am 6. April 1965 mit einer Delta-D-Rakete vom Weltraumbahnhof Cape Canaveral in Florida ins All befördert.
Der Satellit wurde von der New York Times mangels eines griffigen Namens „Early Bird“ (Frühaufsteher) getauft. Er wurde von der US-Nachrichtengesellschaft Comsat erworben und Jahre später an die weltweit tätige Nachrichtensatellitenorganisation Intelsat weiter veräußert. „Early Bird“ übertrug von seiner Position 35.800 km über dem Äquator am 28° westlichen Längengrad am 2. Mai 1965 die Fernsehunterhaltungssendung „Premiere im Weltraum“ auf beide Seiten des Atlantiks. Am 28. Juni 1965 nahm er offiziell seinen kommerziellen Dienst auf. Trotz der geplanten Lebensdauer von nur 18 Monaten funktionierte er mehr als drei Jahre und wurde erst im Januar 1969 abgeschaltet, jedoch im Juni 1969 für die Mission Apollo 11 wieder für zwei Monate reaktiviert. Viele Jahre später (1984) wurde er zum zwanzigjährigen Jubiläum der ITSO noch einmal kurz reaktiviert.
„Early Bird“ war zylinderförmig, spinstabilisiert und konnte 240 Telefongespräche oder eine Fernsehsendung übertragen. Ohne Antrieb wog er nur 34,5 Kilogramm. Die Sendeleistung der beiden Transponder (je einer pro Richtung Europa–Amerika und zurück) betrug jeweils 6 Watt, die gesamte Leistung 40 Watt. Er hatte einen Durchmesser von 72 Zentimeter und eine Länge von 59 Zentimeter.

## Weiterer Satellit
Ursprünglich waren für die Intelsat-I-Serie zwei Satelliten geplant, doch der zweite Satellit, Intelsat I F-2, wurde nie gestartet.